# Бутану (Валча)
Бутану (рум. Butanu) насеље је у Румунији у округу Валча у општини Затрени. Oпштина се налази на надморској висини од 233 m.

## Становништво
Према подацима из 2002. године у насељу је живело 335 становника, од којих су сви румунске националности.